# Plus jeden deň
Plus jeden deň (Eigenschreibweise: Plus JEDEN DEŇ; deutsch wörtlich „Plus ein Tag“) ist eine slowakische Boulevardzeitung aus dem Medienhaus News and Media Holding, zu dem unter anderem auch Wochenmagazine wie Plus 7 dní, Život, Báječná žena und Šarm gehören. Sie erscheint täglich von Montag bis Samstag. Freitags kommt eine erweiterte Ausgabe mit dem Magazin Plus jeden deň magazín mit Fernsehprogramm für die kommende Woche heraus, samstags wird ein Beiblatt namens Plus jeden deň receptár mit Rezepten hinzugefügt.
Die Erstausgabe erschien am 4. September 2006.

## Auflage
Im Juni 2021 betrug die durchschnittliche Auflage 45.529 Exemplare, mit 30.586 verkauften Exemplaren. Zum Vergleich betrug die durchschnittliche Auflage im Juni 2013 67.580 Exemplare, mit 46.142 verkauften Exemplaren.